# Santa Maria de Cercs
Santa Maria de Cercs és una obra del municipi de Cercs (Berguedà) inclosa en l'Inventari del Patrimoni Arquitectònic de Catalunya.

## Descripció
L'església de Santa Maria és un edifici religiós relativament modern, malgrat conserva una estructura força primitiva. És juntament amb el carrer Major, sobre ell, la part més antiga del poble de Cercs, formant carrers enfilats i estrets, on malauradament s'ha perdut molt de la construcció primitiva, substituïda per cases modernes, arrebossades i pintades.

## Història
L'actual nucli de Cercs no correspon amb l'enclavament històric més important (Sant Andreu de Cercs, Sant Salvador de la Vedella, Santa Maria de la Baells). L'actual centre del municipi ocupa una raconada coneguda amb el nom de pont de Rabentí, prop del lloc on ara desguassa el pantà de la Baells.